# Třeboňská pánev
Třeboňská pánev är en sänka i Tjeckien. Den ligger i den centrala delen av landet, 120 km söder om huvudstaden Prag. Třeboňská pánev ligger 437 meter över havet.
Terrängen runt Třeboňská pánev är platt. Runt Třeboňská pánev är det glesbefolkat, med 9 invånare per kvadratkilometer. Närmaste större samhälle är Třeboň, 1,6 km öster om Třeboňská pánev. I omgivningarna runt Třeboňská pánev växer i huvudsak blandskog.